# Felipe Gutiérrez
Felipe Alejandro Gutiérrez Leiva (nascut el 8 d'octubre de 1990) és un futbolista xilè que actualment juga com a migcampista per l'Internacional brasiler, cedit pel Reial Betis.